# Zach Neto
Zach Neto (Miami, Florida, 31 de enero de 2001) es un jugador profesional estadounidense de béisbol que se desempeña en la posición de campocorto en Los Angeles Angels, equipo de las Grandes Ligas de Béisbol (MLB).

## Carrera
Fue seleccionado en la primera ronda en el Draft de la MLB de 2022. En 2023 hizo su debut profesional con el equipo Los Angeles Angels, donde lleva jugando una temporada.